# Торунський перевал
То́рунський перева́л — один із перевалів в Українських Карпатах. Розташований між Верховинським вододільним хребтом (у його південно-східній частині) і Ґорґанами.
Висота перевалу — 930,6 м. над р. м. (за іншими даними — 941 м). Розташований між долиною верхів'їв Мизунки та верхів'ями Ріки, між селами Вишків і Торунь (звідси й назва), на межі Івано-Франківської та Закарпатської областей. Перевалом проходить автошлях Долина — Хуст (Автошлях Р 21). Південний схил перевалу крутий, автодорога йде серпантином, а північний більш пологий. Вільний від снігу з травня по грудень.
Найближчі населені пункти: с. Вишків, с. Торунь.
Деякі давніші джерела, наприклад довоєнні польські карти, помилково називають цей перевал одночасно Торунським і Вишківським, хоча, насправді, це два різні перевали. (Див. Вишківський перевал).[джерело?]